# Alz
Alz er en flod i den tyske delstat Bayern, og det eneste udløb fra Chiemsee. Den har sin begyndelse ved den nordlige søbred nær Seebruck. Floden er en biflod fra højre, til Inn, som den løber ud i ved Marktl. Andre byer ved Alz er Altenmarkt an der Alz, Trostberg, Garching an der Alz og Burgkirchen an der Alz.

## Inddeling
Alz er delt ind i Obere Alz (Øvre Alz) og Untere Alz (Nedre Alz). Obere Alz løber fra Chiemsee til Altenmarkt, og Unter Alz fra Altenmarkt til mundingen.